# Список эпизодов телесериала «Звёздный путь: Вояджер»
В этой таблице представлен список серий телевизионного научно-фантастического сериала «Звёздный путь: Вояджер» (англ. Star Trek: Voyager) из эпопеи «Звёздный путь», который рассказывает о приключениях команды звездолёта «USS Вояджер (NCC-74656)», который был перенесён в другой конец Галактики, в отдаленный сектор Дельта-квадранта, что находится весьма далеко от дома на расстоянии в 75 тысяч световых лет.
Премьера сериала состоялась 16 января 1995 года двухчасовой серией «Опекун». Показ сериала завершился 6 августа 2001 года двухчасовой серией «Эндшпиль». Сериал включает в себя семь сезонов, состоящих из 172 серий.
Серии перечислены в хронологическом порядке с датой премьеры. Также в таблице указана звёздная дата — единица измерения времени во вселенной «Звёздного пути».

## Обзор сезонов
| Сезон | Серии | Серии | Даты показа      | Даты показа     |
| Сезон | Серии | Серии | Первая серия     | Последняя серия |
| ----- | ----- | ----- | ---------------- | --------------- |
| 1     | 16    | 16    | 16 января 1995   | 22 мая 1995     |
| 2     | 26    | 26    | 28 августа 1995  | 20 мая 1996     |
| 3     | 26    | 26    | 4 сентября 1996  | 21 мая 1997     |
| 4     | 26    | 26    | 3 сентября 1997  | 20 мая 1998     |
| 5     | 26    | 26    | 14 октября 1998  | 26 мая 1999     |
| 6     | 26    | 26    | 22 сентября 1999 | 24 мая 2000     |
| 7     | 26    | 26    | 4 октября 2000   | 23 мая 2001     |

## Эпизоды

### Сезон 1 (1995)
| Серия № | Название                                                  | Звёздная дата | Режиссёр      | Сценаристы                                                            | Дата премьеры        |
| --- | --------------------------------------------------------- | ------------- | ------------- | --------------------------------------------------------------------- | -------------------- |
| 1.01—02 | «Опекун» (англ. Caretaker)                                | 48315.6       | Уинрих Кольбе | Джин Родденберри, Рик Берман, Майкл Пиллер, Джери Тейлор              | 16 января 1995 года  |
| 2371 год. Новый звездолёт Звёздного Флота Объединённой Федерации Планет «Вояджер» (англ. USS Voyager) получает своё первое задание — найти корабль террористической организации «Маки» (англ. Maquis), исчезнувший в необычном регионе космического пространства, известным как «Пустошь». По случайному стечению обстоятельств оба корабля попадают в пространственную аномалию, созданную существом из другой галактики — Опекуном, и оказываются в Дельта-квадранте, за 70 тысяч световых лет от Земли с перспективой потратить на обратный путь не одно десятилетие. В поисках пропавших членов экипажей команды «Вояджер» и «Маки» вынуждены работать вместе. В процессе поисков они обретают своего первого врага — кейзонов; во время атаки рейдеров кейзонов кораблём «Маки» приходится пожертвовать, а спасшийся экипаж поднимается на борт «Вояджерa». С этого момента две враждующих команды вынуждены объединиться для того, чтобы спастись от врагов и сохранить себе жизнь. К ним присоединяются двое местных жителей — окампа Кес и талаксианец Ниликс. |                                                           |               |               |                                                                       |                      |
| |                                                           |               |               |                                                                       |                      |
| 1.03 | «Параллакс» (Parallax)                                    | 48439.7       | Ким Фридман   | Джим Тромбетта, Кеннет Биллер, Рик Берман, Майкл Пиллер, Джери Тейлор | 23 января 1995 года  |
| Корабль встречается c загадочным кораблём в аномальном поле. Как выясняется, этот корабль — всего лишь своеобразное отражение самого «Вояджера» на горизонте событий квантовой сингулярности. |                                                           |               |               |                                                                       |                      |
| |                                                           |               |               |                                                                       |                      |
| 1.04 | «Снова и Снова» (Time and Again)                          |               | Лес Ландау    | Дэвид Кемпер, Кеннет Биллер                                           | 30 января 1995 года  |
| «Вояджер» сталкивается с мёртвой планетой, недавно ещё живой и цветущей. Капитан Джейнвэй и лейтенант Пэрис переносятся в прошлое и попадают на неё прямо перед опустошающей катастрофой. |                                                           |               |               |                                                                       |                      |
| |                                                           |               |               |                                                                       |                      |
| 1.05 | «Биофаг» (Phage)                                          | 48532.4       |               |                                                                       | 6 февраля 1995 года  |
| Исследуя пустынные астероиды в поисках кристаллов дилитиума, экипаж «Вояджера» встречает странную, умирающую расу видиан, которые для поддержания своей жизни используют органы, которые отнимают силой у других существ. Так Ниликс потерял лёгкие. Но Доктор сумел создать голографические лёгкие чтобы Ниликс смог выжить на время поиска, но это только временное решение. |                                                           |               |               |                                                                       |                      |
| |                                                           |               |               |                                                                       |                      |
| 1.06 | «Облако» (The Cloud)                                      | 48546.2       |               |                                                                       | 13 февраля 1995 года |
| Экипаж «Вояджерa» встречает Живую Космическую Туманность. Не определив сразу, что имеет дело с живым существом, «Вояджер» нанёс ему опасную травму, но, разобравшись, с чем имеет дело, залечил её. Капитан делает попытку сблизиться с экипажем, стать для своих людей не только «капитаном», но и другом. |                                                           |               |               |                                                                       |                      |
| |                                                           |               |               |                                                                       |                      |
| 1.07 | «Ушко иголки» (Eye of the Needle)                         | 48579.4       |               |                                                                       | 20 февраля 1995 года |
| Команда «Вояджерa» обнаруживает червоточину, которая ведет в Альфа-квадрант, но она очень мала для прохода судна. При попытке вызова им удаётся связаться с ромуланским кораблём, который находится в Альфа-квадранте. Но выясняется, что червоточина ведёт не только в Альфа-квадрант, но и в прошлое, и к тому же быстро закрывается. |                                                           |               |               |                                                                       |                      |
| |                                                           |               |               |                                                                       |                      |
| 1.08 | «Экс-Постфактум» (Ex Post Facto)                          |               |               |                                                                       | 27 февраля 1995 года |
| На одной из планет, которые посетил «Вояджер», Том Пэрис оказывается обвинённым в убийстве, и в наказание ему имплантируют память жертвы. Теперь Пэрис вынужден каждые сутки переживать последние 10 минут перед смертью убитого человека. Тувок ищет доказательства невиновности. |                                                           |               |               |                                                                       |                      |
| |                                                           |               |               |                                                                       |                      |
| 1.09 | «Истечения» (Emanations)                                  | 48623.5       |               |                                                                       | 13 марта 1995 года   |
| «Вояджер» обнаружил стабильный сверхтяжёлый элемент в кольцах одной из планет. В пещерах на спутниках планеты обнаружились многочисленные трупы. Трупы, как выяснилось, перемещались с подпространственными пузырями. Один из них, переместив труп, перенёс Гарри Кима в другую сторону. Варп-ядро корабля притягивало пузыри, пока «Вояджер» находился вблизи планеты. Гарри Ким сумел вернуться обратно. |                                                           |               |               |                                                                       |                      |
| |                                                           |               |               |                                                                       |                      |
| 1.10 | «Принципы» [ «Основной Фактор» ] (Prime Factors)          | 48642.5       |               |                                                                       | 20 марта 1995 года   |
| Райская планета Сикариан, знаменитая своим гостеприимством, имеет технологию, которая может переместить «Вояджер» на полпути к его дому, но представители планеты отказываются делиться этой технологией. |                                                           |               |               |                                                                       |                      |
| |                                                           |               |               |                                                                       |                      |
| 1.11 | «Измена» (State of Flux)                                  | 48658.2       |               |                                                                       | 10 апреля 1995 года  |
| «Вояджер» приходит на помощь терпящему бедствие кораблю кейзонов. По ходу внезапно выясняется, что кейзоны используют технологию Федерации, следовательно, кто-то на «Вояджерe» — предатель и сотрудничает с кейзонами. |                                                           |               |               |                                                                       |                      |
| |                                                           |               |               |                                                                       |                      |
| 1.12 | «Герои и Демоны» (Heroes and Demons)                      | 48693.2       |               |                                                                       | 24 апреля 1995 года  |
| Некая сущность поселилась на голографической палубе корабля, в голопрограмме Беовульф. Члены экипажа не возвращаются с голопалубы. Спасти их и разобраться с пришельцем может только Доктор, так как он, так же как сущность на голопалубе, не материален. |                                                           |               |               |                                                                       |                      |
| |                                                           |               |               |                                                                       |                      |
| 1.13 | «Катексис» (Cathexis)                                     | 48734.2       |               |                                                                       | 1 мая 1995 года      |
| Тувок и Чакотай возвращаются из небольшой экспедиции изрядно потрёпанные. Вместе с ними на борт проникает неизвестный гость, цель которого, завладеть психической энергией команды «Вояджера». |                                                           |               |               |                                                                       |                      |
| |                                                           |               |               |                                                                       |                      |
| 1.14 | «Лица» (Faces)                                            | 48784.2       |               |                                                                       | 8 мая 1995 года      |
| Б'Еланна Торрес и Том Пэрис оказываются похищены умирающей расой — видианами, для проведения генетических экспериментов. В результате Б’Еланна разделяется на две сущности: человеческую и клингонскую. |                                                           |               |               |                                                                       |                      |
| |                                                           |               |               |                                                                       |                      |
| 1.15 | «Джетрел» (Jetrel)                                        | 48840.5       |               |                                                                       | 15 мая 1995 года     |
| На «Вояджерe» оказывается учёный Мабор Джатрел, изобретение которого в своё время уничтожило родную планету Ниликса, населённую талаксианцами. Мабор Джатрел умирает и перед смертью пытается возродить уничтоженные жизни. |                                                           |               |               |                                                                       |                      |
| |                                                           |               |               |                                                                       |                      |
| 1.16 | «Тяжело в учении…» [ «Кривая обучения» ] (Learning Curve) | 48846.5       |               |                                                                       | 22 мая 1995 года     |
| Странный вирус захватывает корабельную биоэнергетическую систему, ставя под угрозу жизни экипажа «Вояджера». |                                                           |               |               |                                                                       |                      |
| |                                                           |               |               |                                                                       |                      |

### Сезон 2 (1995—1996)
| Серия № | Название                                     | Звёздная дата | Режиссёр         | Сценаристы                                                          | Дата премьеры         |
| --- | -------------------------------------------- | ------------- | ---------------- | ------------------------------------------------------------------- | --------------------- |
| 2.01 | «Тридцать Седьмыe» (The 37’s)                | 48975.1       | James L. Conway  | Jeri Taylor, Brannon Braga                                          | 28 августа 1995 года  |
| Сигнал «SOS» с неизвестно как попавшего за сотни световых лет самолета приводит «Вояджер» на планету, на которой жили люди, похищенные с Земли в 1937 году. Обследовав планету, команда «Вояджера» обнаружила пещеру, в которой находились восемь спящих в криогенном сне людей разных национальностей. В одной женщине капитан Джейнвэй узнаёт известного авиатора XX века — Амелию Эрхарт. |                                              |               |                  |                                                                     |                       |
| |                                              |               |                  |                                                                     |                       |
| 2.02 | «Посвящения» (Initiations)                   | 49005.3       | Winrich Kolbe    | Kenneth Biller                                                      | 4 сентября 1995 года  |
| Чакотай, взявший увольнение, чтобы провести обряд памяти отца, сталкивается с амбициозным юношей, управляющим кейзонским судном и решившим, что на убийстве офицера Федерации он сможет наконец заработать себе Имя Воина и похвалу командира. |                                              |               |                  |                                                                     |                       |
| |                                              |               |                  |                                                                     |                       |
| 2.03 | «Проекции» (Projections)                     | 48892.1       | Jonathan Frakes  | Brannon Braga                                                       | 11 сентября 1995 года |
| Сбой в программе голопалубы приводит к тому, что Доктор начинает считать себя живым, настоящим человеком, а весь остальной экипаж «Вояджера» — всего лишь голограммы. И теперь только он единственный в состоянии контролировать ситуацию на корабле. |                                              |               |                  |                                                                     |                       |
| |                                              |               |                  |                                                                     |                       |
| 2.04 | «Элогиум» (Elogium)                          | 48921.3       | Winrich Kolbe    | Jimmy Diggs, Steve J. Kay телеадаптация Kenneth Biller, Jeri Taylor | 18 сентября 1995 года |
| Ускоренный метаболизм организма Кес выдаёт неожиданность в виде очень скоро предстоящих ей родов. Кес стоит перед важным для неё решением — иметь ли ребёнка сейчас или отказаться от возможности рожать навсегда. |                                              |               |                  |                                                                     |                       |
| |                                              |               |                  |                                                                     |                       |
| 2.05 | «Нелогичное заключение» (Non Sequitur)       | 49011.0       | David Livingston | Brannon Braga                                                       | 25 сентября 1995 года |
| Гарри Ким, проснувшись утром, оказывается на Земле у себя дома. Ничего не понимая, он попадает под домашний арест; инопланетянин, приставленный за ним наблюдать, объясняет Гарри, что он случайно попал во временной разлом, созданный инопланетянами, и попал в другую реальность, в которой он никогда не был назначен на «Вояджер», а тихо и спокойно работал на Земле, в Сан-Франциско в штабе Звёздного Флота и помышлял о женитьбе на своей девушке. |                                              |               |                  |                                                                     |                       |
| |                                              |               |                  |                                                                     |                       |
| 2.06 | «Искажённый» (Twisted)                       | 49043.9       | Kim Friedman     | Arnold Rudnik, Rich Hosek телеадаптация Kim Friedman                | 2 октября 1995 года   |
| Пространственная аномалия искажает саму структуру трёхмерного континуума, и помещения и обстановка на «Вояджере» оказываются перемешанными. Когда аномалия исчезла, то база данных «Вояджера» оказалась скопирована, а также записано дополнительно 20 млн гигаквад информации. |                                              |               |                  |                                                                     |                       |
| |                                              |               |                  |                                                                     |                       |
| 2.07 | «Роды» (Parturition)                         | 49068.5       | Jonathan Frakes  | Tom Szollosi                                                        | 10 октября 1995 года  |
| Дабы усмирить разошедшихся в своём соперничестве лейтенанта Пэриса и Ниликса за взаимность Кес, капитан Джейнвэй посылает их вместе на близлежащую планету за провиантом. |                                              |               |                  |                                                                     |                       |
| |                                              |               |                  |                                                                     |                       |
| 2.08 | «Навязчивые видения» (Persistence of Vision) | 49092.9       | James L. Conway  | Jeri Taylor                                                         | 30 октября 1995 года  |
| Видения бродят по умам членов команды — что-то открыло самые глубокие мечты людей и поселило их в грёзах. |                                              |               |                  |                                                                     |                       |
| |                                              |               |                  |                                                                     |                       |
| 2.09 | «Татуировка» (Tattoo)                        | 49117.3       | Alexander Singer | Larry Brody телеадаптация Michael Piller                            | 6 ноября 1995 года    |
| Чакотай сталкивается с цивилизацией, которая напоминает древних индейских богов. Как выясняется, это они и есть. |                                              |               |                  |                                                                     |                       |
| |                                              |               |                  |                                                                     |                       |
| 2.10 | «Холодный огонь» (Cold Fire)                 | 49164.8       | Cliff Bole       | Anthony Williams телеадаптация Brannon Braga                        | 13 ноября 1995 года   |
| «Вояджер» обнаруживает космическую станцию, идентичную по виду кораблю Опекуна, который и был виной появлению «Вояджера» в квадранте Дельта. В надежде, что существо обладает такой же силой, как и Опекун, и сможет помочь и отправить, наконец, «Вояджер» домой, экипаж «Вояджера» направился к станции. Но существо, обвинив команду судна в убийстве Опекуна, напало на корабль. С огромным трудом команда «Вояджера» смогла защититься. Существо же просто исчезло. |                                              |               |                  |                                                                     |                       |
| |                                              |               |                  |                                                                     |                       |
| 2.11 | «Манёвры» (Maneuvers)                        | 49208.5       | David Livingston | Kenneth Biller                                                      | 20 ноября 1995 года   |
| Кейзоны в очередной раз предпринимают попытку захвата «Вояджера» в надежде обогатиться техническим потенциалом Федерации. На этот раз операцию возглавляет Сеска, кардассианская шпионка, бывшая близким другом Чакотая, но оказавшаяся предательницей. |                                              |               |                  |                                                                     |                       |
| |                                              |               |                  |                                                                     |                       |
| 2.12 | «Сопротивление» (Resistance)                 | 49211.7       | Winrich Kolbe    | Michael Jan Friedman, Kevin J. Ryan телеадаптация Lisa Klink        | 27 ноября 1995 года   |
| Б’Еланна и Тувок оказываются захваченными в плен местными властями на очередной планете. Капитан Джейнвэй разрабатывает план их освобождения, и в этом ей помогает Кэлен — местный житель, сошедший с ума из-за ареста и смерти жены и дочери. Он считает, что Джейнвэй — его пропавшая, внезапно вернувшаяся из небытия, дочь. |                                              |               |                  |                                                                     |                       |
| |                                              |               |                  |                                                                     |                       |
| 2.13 | «Прототип» (Prototype)                       | 49290.9       | Jonathan Frakes  | Nicholas Corea                                                      | 15 января 1996 года   |
| Экипаж «Вояджера» обнаружил дрейфующего в космосе робота, оставшегося от уничтоженной древней цивилизации. Торрес начала восстанавливать повреждённого робота, чтобы возродить таинственное механическое существо. После изучения главный инженер находит подходящий источник питания и радуется, когда наконец искусственная форма жизни активируется. Восстановленный робот просит Б’Еланну помочь также и другим роботам, таким же, как он, но капитан Джейнвэй запрещает это, так как это будет прямым нарушением Первой Директивы. Робот силой захватывает лейтенанта Торрес и телепортирует на свой прибывший корабль. Поставив ультиматум перед Б’Еланной, он заставляет её помочь им. Появившийся неожиданно другой корабль, пилотируемый аналогичными роботами, начал обстрел первого. В суматохе Б’Еланна смогла уничтожить созданный ею блок питания и телепортироваться на «Вояджер». Во время разговора с роботом она узнала, что цивилизация, построившая роботов, использовала их в войне против другой цивилизации, и в конце концов обе цивилизации были уничтожены своими же роботами, когда решили заключить мир. А роботы, оставшиеся без хозяев, так и продолжают эту бессмысленную войну. |                                              |               |                  |                                                                     |                       |
| |                                              |               |                  |                                                                     |                       |
| 2.14 | «Альянсы» [ «Союзы» ] (Alliances)            | 49317.0       | Les Landau       | Jeri Taylor                                                         | 22 января 1996 года   |
| После очередной атаки кейзонов на «Вояджер» Джейнвэй всерьёз задумывается о необходимости дать серьёзный отпор. В этих целях она собирается предложить одной из цивилизаций Дельта-квадранта, трабам, цивилизация которых была уничтожена кейзонами, взаимовыгодный союз. Но вскоре выясняется, что трабы много сотен лет держали кейзонов в рабстве, всячески разжигая вражду внутри кланов кейзонов, поддерживая таким образом своё превосходство и не давая кейзонам объединиться. А мирную встречу трабы организовали только для того, чтобы разом уничтожить всех кейзонских лидеров. |                                              |               |                  |                                                                     |                       |
| |                                              |               |                  |                                                                     |                       |
| 2.15 | «Барьер» [ «Порог» ] (Threshold)             | 49373.4       | Alexander Singer | Michael De Luca телеадаптация Brannon Braga                         | 29 января 1996 года   |
| После экспериментального полёта на скорости с варп-10 у Тома Пэриса поразительно меняется биохимия организма, и он подвергается странным мутациям, результатом которых становится нечто запредельное. Мутировав, Том похищает капитана Джейнвэй и совершает ещё один полёт на варп-10; после этого команда «Вояжера» находит Джейнвэй и Пэриса на дикой планете, мутировавших в земноводных и получивших потомство. Забрав Джейнвэй и Пэриса на корабль, Доктор смог восстановить их прежнюю структуру ДНК, вернув им первоначальный вид. |                                              |               |                  |                                                                     |                       |
| |                                              |               |                  |                                                                     |                       |
| 2.16 | «Слияние разумов» (Meld)                     | 49401.6       | Cliff Bole       | Michael Sussman телеадаптация Michael Piller                        | 5 февраля 1996 года   |
| После слияния разумов Тувока с бетазоидом Садером, уличённым в убийстве и страдающим неконтролируемыми вспышками гнева, у Тувока начинают проявляться склонности к насилию, что для вулканцев не только нетипично, но и в принципе невозможно. |                                              |               |                  |                                                                     |                       |
| |                                              |               |                  |                                                                     |                       |
| 2.17 | «Дредноут» (Dreadnought)                     | 49447.0       | LeVar Burton     | Gary Holland                                                        | 12 февраля 1996 года  |
| Самонаводящаяся суперракета с искусственным интеллектом, которую встретил «Вояджер», может принести много неприятности тем, с кем она столкнётся. Ведь ракета, попав в Дельта-квадрант, так же как и «Вояджер», с помощью Опекуна, так и не смогла воспринять перемещение. Поэтому она до сих пор считает, что находится в Альфа-квадранте. Ракета должна выполнить своё задание и обрушиться на планету кардассиан — и, выбрав по параметрам планету, готовится нанести удар. Б’Еланна Торрес признаётся, что задала ракете эту программу, когда была повстанцем «Маки». |                                              |               |                  |                                                                     |                       |
| |                                              |               |                  |                                                                     |                       |
| 2.18 | «Смертельное желание» (Death Wish)           | 49451.2       | James L. Conway  | Shawn Piller телеадаптация Michael Piller                           | 19 февраля 1996 года  |
| Как всегда, Кью решают свои проблемы с помощью людей. На этот раз «Вояджер» случайно вызволил одного из них из 300-летнего заточения, и тот потребовал политического убежища. |                                              |               |                  |                                                                     |                       |
| |                                              |               |                  |                                                                     |                       |
| 2.19 | «Признаки жизни» (Lifesigns)                 | 49504.3       | Cliff Bole       | Kenneth Biller                                                      | 26 февраля 1996 года  |
| Доктор, несмотря на то, что он — голограмма, начинает испытывать романтические чувства к своей пациентке, женщине из расы видиан. |                                              |               |                  |                                                                     |                       |
| |                                              |               |                  |                                                                     |                       |
| 2.20 | «Расследование» (Investigations)             | 49525.2       | Les Landau       | Jeff Schnaufer, Ed Bond телеадаптация Jeri Taylor                   | 13 марта 1996 года    |
| Ниликс проводит собственное расследование, чтобы обнаружить предателя на борту. Оно выводит его на лейтенанта Пэриса, который тем временем находится в руках кейзонов, добивающихся от него сведений об уязвимых точках корабля. Но на самом деле Ниликс лишь играет роль, отведённую ему Джейнвэй и Тувоком. |                                              |               |                  |                                                                     |                       |
| |                                              |               |                  |                                                                     |                       |
| 2.21 | «Тупик» (Deadlock)                           | 49548.7       | David Livingston | Brannon Braga                                                       | 18 марта 1996 года    |
| Неподалёку от планеты видиан пространственная аномалия дублирует «Вояджер» и всю его команду, полностью сохраняя индивидуальность каждого. Но два идентичных корабля не могут существовать в одной вселенной. Два капитана Джейнвэй встречаются, чтобы решить, какой из кораблей продолжит свой путь. Тем временем их обнаруживают видиане… |                                              |               |                  |                                                                     |                       |
| |                                              |               |                  |                                                                     |                       |
| 2.22 | «Невинность» (Innocence)                     | 48846.5       | James L. Conway  | Anthony Williams телеадаптация Lisa Klink                           | 8 апреля 1996 года    |
| Когда челнок Тувока разбивается на пустынной луне какой-то планеты, он находит троих маленьких детей. Но оказывается, что они принадлежат к расе, которая с возрастом внешне становится моложе. |                                              |               |                  |                                                                     |                       |
| |                                              |               |                  |                                                                     |                       |
| 2.23 | «Разморозка» (The Thaw)                      | 49604.7?      | Marvin V. Rush   | Richard Gadas телеадаптация Joe Menosky                             | 29 апреля 1996 года   |
| Трое гуманоидов, которых «Вояджер» обнаружил в состоянии анабиоза, подобрав их после катастрофы, оказывается, могут причинить ряд проблем и в таком состоянии. Их держит в плену сгенерированный компьютером Клоун — обладающее сознанием воплощение страха. Он захватывает и людей с «Вояджера», также погрузившихся в виртуальную реальность. |                                              |               |                  |                                                                     |                       |
| |                                              |               |                  |                                                                     |                       |
| 2.24 | «Тувикс» (Tuvix)                             | 49655.2       | Cliff Bole       | Shepard Price, Mark Gaberman телеадаптация Kenneth Biller           | 6 мая 1996 года       |
| При телепортации произошло слияние организмов Тувока и Ниликса. Полученное создание, Тувикс, имеет не только явные физические признаки обоих, но и психологические. Холодная логика рядом с добродушным юмором. Когда нашли способ их разделить, возникла этическая проблема: чтобы вернуть Тувока и Ниликса, Тувикс должен исчезнуть. |                                              |               |                  |                                                                     |                       |
| |                                              |               |                  |                                                                     |                       |
| 2.25 | «Решение» (Resolutions)                      | 49622 (49691) | Alexander Singer | Jeri Taylor                                                         | 13 мая 1996 года      |
| Заражённые неизлечимым вирусом, от которого Доктор не смог найти лечения, Джейнвэй и Чакотай решают остаться и поселиться на одной из планет, где они смогут прожить до конца своей жизни, оставляя «Вояджер» продолжать свой путь без них. Тем временем от видианки, старой знакомой Доктора, становится известно о существовании лекарства. Видиане планируют захватить «Вояджер». |                                              |               |                  |                                                                     |                       |
| |                                              |               |                  |                                                                     |                       |
| 2.26 | «Основы. часть I» (Basics, Part I)           | 49987.6?      | Winrich Kolbe    | Michael Piller                                                      | 13 мая 1996 года      |
| Хитроумная ловушка кейзонов на этот раз всё же удалась. «Вояджер» захвачен кейзонами. |                                              |               |                  |                                                                     |                       |
| |                                              |               |                  |                                                                     |                       |

### Сезон 3 (1996—1997)
| Серия № | Название                                                | Звёздная дата | Режиссёр                 | Сценаристы                                        | Дата премьеры         |
| --- | ------------------------------------------------------- | ------------- | ------------------------ | ------------------------------------------------- | --------------------- |
| 3.01 | «Основы. часть II» (Basics, Part II)                    | 50032.7       | Winrich Kolbe            | Michael Piller                                    | 28 августа 1996 года  |
| Доктор — единственная надежда возвратить «Вояджер» исконным владельцам, которые сейчас пытаются выжить на дикой планете, на которую их высадили кейзоны. Поскольку Доктор является полностью виртуальным, его не так-то просто убрать с корабля. Ему помогает Садер, которому удалось скрыться от кейзонов. |                                                         |               |                          |                                                   |                       |
| |                                                         |               |                          |                                                   |                       |
| 3.02 | «Флэшбэк» (Flashback)                                   | 50126.4       | David Livingston         | Juliann Medina телеадаптация Brannon Braga        | 13 мая 1996 года      |
| Тувок просит Джейнвэй помочь ему справиться с проблемой личного характера. Для этого, слив разумы, они отправляются бродить по памяти Тувока и попадают на борт «Эксельсиора», под командованием капитана Сулу. Оказывается, что Тувок заразился от умирающего члена команды паразитом, скрывающимся среди энграмм подавляемых воспоминаний. |                                                         |               |                          |                                                   |                       |
| |                                                         |               |                          |                                                   |                       |
| 3.03 | «Побег» [ «Пропасть» ] (The Chute)                      | 50156.2       | Les Landau               | Clayvon C. Harris телеадаптация Kenneth Biller    | 18 сентября 1996 года |
| Том Пэрис и Гарри Ким обвинены в терроризме и отправлены в тюрьму. Заключённых никогда не отпускают, к тому же заключённым имплантируют устройство, вызывающее агрессию. «Вояджер» отправляется на поиски тюрьмы. |                                                         |               |                          |                                                   |                       |
| |                                                         |               |                          |                                                   |                       |
| 3.04 | «Рой» (The Swarm)                                       | 50252.3       | Alexander Singer         | Mike Sussman                                      | 25 сентября 1996 года |
| «Вояджер» пересекает область Галактики, которую контролирует раса, известная как Рой. Как только какой-либо корабль пересекает эту область космоса, его тут же уничтожают корабли Роя. Некоторое время «Вояджер» пересекает космос незамеченным, но затем его засекают и атакуют… Тем временем программа Доктора, которая рассчитана на работу в течение 1500 часов, даёт сбой. чтобы перезагрузиться (тогда весь его накопленный опыт будет утерян безвозвратно) либо быть починенным на станции, расположенной в другом конце Галактики. Тогда Экстренная Диагностическая Программа (ЭДП) жертвует собой, чтобы спасти Доктора. |                                                         |               |                          |                                                   |                       |
| |                                                         |               |                          |                                                   |                       |
| 3.05 | «Ложная прибыль» (False Profits)                        | 50074.3       | Cliff Bole               | George A. Brozak Joe Menosky                      | 2 октября 1996 года   |
| «Вояджер» обнаруживает планету, где двое случайно попавших сюда через червоточину ференги выдают себя за мудрецов из мифологии местных жителей и обкрадывают их. Ниликс выдал себя за святого паломника, который, согласно мифу, должен был забрать мудрецов. Тогда местные жители отправили всех троих на костёр. «Вояджер» телепортировал их на борт. Ференги попытались вернуться, чтобы захватить с планеты «прибыль», но дестабилизировали червоточину и были затянуты обратно в Альфа-квадрант. |                                                         |               |                          |                                                   |                       |
| |                                                         |               |                          |                                                   |                       |
| 3.06 | «Помни» (Remember)                                      | 50203.1       | Winrich Kolbe            | Брэннон Брага Joe Menosky                         | 9 октября 1996 года   |
| «Вояджер» перевозит телепатическую расу к своим родным. К Б’Еланне Торрес приходят телепатические видения от одной из пассажирок о совершённом много лет назад геноциде. |                                                         |               |                          |                                                   |                       |
| |                                                         |               |                          |                                                   |                       |
| 3.07 | «Священная земля» (Sacred Ground)                       | 50063.2       | Robert Duncan McNeill    | Geo Cameron Lisa Klink                            | 30 октября 1996 года  |
| Кес находится в коме после прохождения через энергетическое поле в святилище расы никан. Джейнвэй обращается к помощи монахов, а Доктор пытается найти лекарство. |                                                         |               |                          |                                                   |                       |
| |                                                         |               |                          |                                                   |                       |
| 3.08 | «Конец будущего, часть I» (Future’s End, Part I)        | Неизвестно    | David Livingston         | Брэннон Брага Joe Menosky                         | 6 ноября 1996 года    |
| Капитан Брэкстон из 29 века предстаёт перед «Вояджером», говорит, что «Вояджер» станет причиной уничтожения Солнечной системы, и пытается его уничтожить. При этом оба корабля оказываются на Земле в XX веке. Выясняется, что причиной катастрофы в будущем стал Генри Старлинг, завладевший технологией с корабля Брэкстона и ставший, в частности, производителем микропроцессоров для компьютеров. Старлинг выкрадывает с «Вояджера» бо́льшую часть информации вместе с Доктором. |                                                         |               |                          |                                                   |                       |
| |                                                         |               |                          |                                                   |                       |
| 3.09 | «Конец будущего, часть II» (Future’s End, Part II)      | неизвестно    | Cliff Bole               | Брэннон Брага Joe Menosky                         | 13 ноября 1996 года   |
| Доктор получает мобильный голографический излучатель по технологии 29 века. При попытке отправиться в будущее Старлинга уничтожают выстрелом с «Вояджера». Другой корабль из будущего переносит «Вояджер» обратно в Дельта-квадрант в 24 век. |                                                         |               |                          |                                                   |                       |
| |                                                         |               |                          |                                                   |                       |
| 3.10 | «Вождь» (Warlord)                                       | 50348.1       | David Livingston         | Andrew Shepard Price Mark Gaberman Lisa Klink     | 20 ноября 1996 года   |
| «Вояджер» подбирает трёх пассажиров с терпящего аварию корабля. Один из них, 200-летний диктатор, завладевает телом Кес. |                                                         |               |                          |                                                   |                       |
| |                                                         |               |                          |                                                   |                       |
| 03.11 | «Кью и Грэй» (The Q and the Grey)                       | 50384.2       | Cliff Bole               | Shawn Piller Kenneth Biller                       | 27 ноября 1996 года   |
| Кью развязывают гражданскую войну, в результате чего вокруг «Вояджера» образуются сверхновые. Один из Кью предлагает Джейнвэй стать матерью его ребёнка. |                                                         |               |                          |                                                   |                       |
| |                                                         |               |                          |                                                   |                       |
| 3.12 | «Макромир» (Macrocosm)                                  | 50425.1       | Александр Зингер         | Брэннон Брага                                     | 11 декабря 1996 года  |
| «Вояджер» получает сообщение о вспышке вирусной инфекции в колонии гаран. Джейнвэй и Ниликс, вернувшиеся на «Вояджер» с дипломатической миссии к расе так-так, обнаруживают на борту гигантских паразитов… Так-так собираются уничтожить «Вояджер» как носитель инфекции, но к этому времени уже разработан противовирусный препарат. |                                                         |               |                          |                                                   |                       |
| |                                                         |               |                          |                                                   |                       |
| 3.13 | «Честная сделка» [ «Честная торговля» ] (Fair Trade)    | неизвестно    | Хесус Сальвадор Тревиньо | Рональд Вилкерсон Жан Луиз Маттиас Андре Борманис | 8 января 1997 года    |
| «Вояджер» подходит к границе известной Ниликсу области. Друг Ниликса с его помощью пытается передать на близлежащую космическую станцию контрабандный груз. |                                                         |               |                          |                                                   |                       |
| |                                                         |               |                          |                                                   |                       |
| 3.14 | «Альтер эго» (Alter Ego)                                | 50460.3       | Robert Picardo           | Joe Menosky                                       | 15 января 1997 года   |
| «Вояджер» изучает инверсию туманности, которая остаётся стабильной несколько веков, хотя обычно инверсии туманностей выгорают за несколько лет. Тем временем Тувок становится объектом внимания персонажа голо-палубы. |                                                         |               |                          |                                                   |                       |
| |                                                         |               |                          |                                                   |                       |
| 3.15 | «Ко́да» (Coda)                                           | 50518.6       | Nancy Malone             | Jeri Taylor                                       | 29 января 1997 года   |
| Джейнвэй, как представляется, оказывается в ловушке цикла времени с различными событиями, но все заканчиваются её смертью. |                                                         |               |                          |                                                   |                       |
| |                                                         |               |                          |                                                   |                       |
| 3.16 | «Страстная лихорадка» (Blood Fever)                     | 50537.2       | Andrew J. Robinson       | Lisa Klink                                        | 5 февраля 1997 года   |
| У вулканца Ворика наступает пон фарр, и он «передаёт» его Б’Еланне. На очередной планете обнаруживаются останки цивилизации, уничтоженной Борг. |                                                         |               |                          |                                                   |                       |
| |                                                         |               |                          |                                                   |                       |
| 3.17 | «Единство» (Unity)                                      | 50614.2       | Robert Duncan McNeill    | Kenneth Biller                                    | 12 февраля 1997 года  |
| «Вояджер» обнаруживает куб Борг, повреждённый электромагнитной бурей, и планету, населённую бывшими дронами. |                                                         |               |                          |                                                   |                       |
| |                                                         |               |                          |                                                   |                       |
| 3.18 | «Дитя тьмы» [ «Темная личность» ] (Darkling)            | 50693.2       | Alexander Singer         | Brannon Braga Joe Menosky                         | 19 февраля 1997 года  |
| Доктор пытается улучшить свою личность за счёт включения личностей известных людей. Негативные черты этих личностей образовали вторую альтернативную личность Доктора. |                                                         |               |                          |                                                   |                       |
| |                                                         |               |                          |                                                   |                       |
| 3.19 | «Подъём» (Rise)                                         | неизвестно    | Robert Scheerer          | Brannon Braga Jimmy Diggs                         | 26 февраля 1997 года  |
| «Вояджер» спасает планету от астероидной опасности. Астероиды, как выясняется, были целенаправленно нацелены на планету. |                                                         |               |                          |                                                   |                       |
| |                                                         |               |                          |                                                   |                       |
| 3.20 | «Любимый сын» (Favorite Son)                            | 50732.4       | Marvin V. Rush           | Lisa Klink                                        | 19 марта 1997 года    |
| Гарри Ким выясняет, что он с планеты Терезия. По словам терезианцев, он в виде эмбриона был отправлен на Землю. На Терезии 90 % населения планеты составляют женщины. Доктор выясняет, что ДНК терезианца появилось в теле Кима совсем недавно, вероятно, в результате заражения вирусом. |                                                         |               |                          |                                                   |                       |
| |                                                         |               |                          |                                                   |                       |
| 3.21 | «До и после» (Before and After)                         | несколько     | Allan Kroeker            | Kenneth Biller                                    | 9 апреля 1997 года    |
| Доктор пытается продлить жизнь Кес с помощью экспериментальной методики. В результате Кес начинает путешествовать назад во времени. |                                                         |               |                          |                                                   |                       |
| |                                                         |               |                          |                                                   |                       |
| 3.22 | «Настоящая жизнь» (Real Life)                           | 50836.2       | Anson Williams           | Harry «Doc» Kloor Jeri Taylor                     | 23 апреля 1997 года   |
| «Вояджер» обнаруживает подпространственные штормы. Доктор создал себе виртуальную семью. |                                                         |               |                          |                                                   |                       |
| |                                                         |               |                          |                                                   |                       |
| 3.23 | «Отдалённое происхождение» (Distant Origin)             | неизвестно    | David Livingston         | Brannon Braga Joe Menosky                         | 30 апреля 1997 года   |
| Двое палеонтологов находят останки члена экипажа «Вояджера» и обнаруживают, что он находится в дальнем родстве с ними. Они проникают на «Вояджер», но их обнаруживают и выясняют, что эти существа — потомки земных гадрозавров. |                                                         |               |                          |                                                   |                       |
| |                                                         |               |                          |                                                   |                       |
| 3.24 | «Перемещённые» (Displaced)                              | 50912.4       | Allan Kroeker            | Lisa Klink                                        | 7 мая 1997 года       |
| Члены команды исчезают один за другим, а на их месте появляются инопланетяне. Постепенно оставшиеся члены команды понимают, что это — вторжение, а перемещённые члены команды пытаются вернуть себе «Вояджер». |                                                         |               |                          |                                                   |                       |
| |                                                         |               |                          |                                                   |                       |
| 3.25 | «Худший вариант развития событий» (Worst Case Scenario) | 50953.4       | Alexander Singer         | Kenneth Biller                                    | 14 мая 1997 года      |
| Б’Еланна обнаруживает голопрограмму, инсценирующую бунт «Маки». Программа становится очень популярной у команды, но она не закончена. Когда Тувок — автор программы — и Пэрис пытаются дописать симуляцию, они неожиданно становятся пленниками голографической копии Сески, которая отключает протоколы безопасности и пытается убить своих пленников. |                                                         |               |                          |                                                   |                       |
| |                                                         |               |                          |                                                   |                       |
| 3.26 | «Скорпион», часть I (Scorpion, Part I)                  | 50984.3       | David Livingston         | Brannon Braga Joe Menosky                         | 21 мая 1997 года      |
| «Вояджер» вплотную подходит к территории Борг и обнаруживает полосу пространства, где нет кораблей Борг. Здесь «Вояджер» обнаруживает Вид 8472, клетки которого попадают в тело Гарри Кима и начинают поглощать его заживо. Доктор создаёт лекарство. Одноместные живые корабли Вида 8472 оказались опаснее кубов Борг. Джейнвэй предлагает Борг объединиться против вида 8472. |                                                         |               |                          |                                                   |                       |
| |                                                         |               |                          |                                                   |                       |

### Сезон 4 (1997—1998)
| Серия № | Название                                                 | Звёздная дата | Режиссёр               | Сценаристы                                                 | Дата премьеры         |
| --- | -------------------------------------------------------- | ------------- | ---------------------- | ---------------------------------------------------------- | --------------------- |
| 4.01 | «Скорпион», часть II (Scorpion, Part II)                 | 51003.7       | Winrich Kolbe          | Brannon Braga Joe Menosky                                  | 3 сентября 1997 года  |
| Дрон Семь-из-девяти становится посредником между Борг и «Вояджером». Когда «Вояджер» выполнил свою часть сделки, Борг попытался его ассимилировать. |                                                          |               |                        |                                                            |                       |
| |                                                          |               |                        |                                                            |                       |
| 4.02 | «Подарок» (The Gift)                                     | 51008         | Anson Williams         | Joe Menosky                                                | 10 сентября 1997 года |
| Доктор удаляет у Седьмой имплантаты Борг. Способности Кес выросли до такой степени, что стали угрожать «Вояджеру». Тогда Кес покинула «Вояджер», но на прощанье перенесла его на 9500 световых лет через всю территорию Борг. |                                                          |               |                        |                                                            |                       |
| |                                                          |               |                        |                                                            |                       |
| 4.03 | «День чести» (Day of Honor)                              | неизвестно    | Jesús Salvador Treviño | Jeri Taylor                                                | 17 сентября 1997 года |
| «Вояджеру» приходится сбросить варп-ядро, и сброшенное ядро крадёт раса катати, чья цивилизация была уничтожена Борг. Седьмая даёт им торий-генератор, на котором была основана их цивилизация. Б’Еланна признаётся Тому в любви. |                                                          |               |                        |                                                            |                       |
| |                                                          |               |                        |                                                            |                       |
| 4.04 | «Немезида» (Nemesis)                                     | 51082.4       | Alexander Singer       | Kenneth Biller                                             | 24 сентября 1997 года |
| Чакотай оказывается втянут в чужую войну. |                                                          |               |                        |                                                            |                       |
| |                                                          |               |                        |                                                            |                       |
| 4.05 | «Отвращение» (Revulsion)                                 | 51186.2       | Kenneth Biller         | Lisa Klink                                                 | 1 октября 1997 года   |
| Доктор встречает другую голограмму на корабле, экипаж которого, как выясняется, был перебит этой голограммой. |                                                          |               |                        |                                                            |                       |
| |                                                          |               |                        |                                                            |                       |
| 4.06 | «Ворон» (The Raven)                                      | неизвестно    | LeVar Burton           | Bryan Fuller Harry «Doc» Kloor                             | 8 октября 1997 года   |
| Седьмая получает сигнал Борг с корабля «Ворон», на котором она находилась, когда её ассимилировали. |                                                          |               |                        |                                                            |                       |
| |                                                          |               |                        |                                                            |                       |
| 4.07 | «Научный метод» (Scientific Method)                      | 51244.3       | David Livingston       | Sherry Klein Harry «Doc» Kloor Lisa Klink                  | 29 октября 1997 года  |
| Невидимые злоумышленники распространяют среди экипажа болезни. Седьмая с помощью Доктора делает их видимыми. |                                                          |               |                        |                                                            |                       |
| |                                                          |               |                        |                                                            |                       |
| 4.08 | «Адский год», часть I (Year of Hell, Part I)             | 51268.4       | Allan Kroeker          | Brannon Braga Joe Menosky                                  | 5 ноября 1997 года    |
| «Вояджер» подвергается неспровоцированной атаке с помощью ракет со временны́м сдвигом, против которых щиты «Вояджера» бесполезны. На «Вояджере» разрабатывают специальные щиты, но они влияют на реальность, создаваемую временны́м кораблём. |                                                          |               |                        |                                                            |                       |
| |                                                          |               |                        |                                                            |                       |
| 4.09 | «Адский год», часть II (Year of Hell, Part II)           | 51425.4       | Mike Vejar             | Brannon Braga Joe Menosky                                  | 12 ноября 1997 года   |
| Спустя год «Вояджер» уничтожает временно́й корабль и предотвращает все связанные с ним события. За год до этого «Вояджер» предупреждают, что область пространства, в которой он находится, является спорной, и он благополучно уходит. |                                                          |               |                        |                                                            |                       |
| |                                                          |               |                        |                                                            |                       |
| 4.10 | «Случайные мысли» (Random Thoughts)                      | 51367.2       | Alexander Singer       | Kenneth Biller                                             | 19 ноября 1997 года   |
| Торрес арестована во время посещения мира телепатов, где мысли о насилии являются преступлением. Выясняется, что на планете действует чёрный рынок по торговле мыслями об агрессии. |                                                          |               |                        |                                                            |                       |
| |                                                          |               |                        |                                                            |                       |
| 4.11 | «Свободный полёт» (Concerning Flight)                    | 51386.4       | Jesús Salvador Treviño | Jimmy Diggs Joe Menosky                                    | 26 ноября 1997 года   |
| Инопланетяне крадут несколько ключевых компонентов «Вояджера». |                                                          |               |                        |                                                            |                       |
| |                                                          |               |                        |                                                            |                       |
| 4.12 | «Смертельный виток» (Mortal Coil)                        | 51449.2       | Allan Kroeker          | Bryan Fuller                                               | 17 декабря 1997 года  |
| Ниликс погибает во время миссии в прототуманности. Седьмая оживляет его с помощью нанозондов. У Ниликса случается экзистенциальный кризис. |                                                          |               |                        |                                                            |                       |
| |                                                          |               |                        |                                                            |                       |
| 4.13 | «Моменты пробуждения» (Waking Moments)                   | 51471.3       | Alexander Singer       | Andre Bormanis                                             | 14 января 1998 года   |
| «Вояджер» вступает в контакт с расой, которая живёт в состоянии сна. |                                                          |               |                        |                                                            |                       |
| |                                                          |               |                        |                                                            |                       |
| 4.14 | «Послание в бутылке» (Message in a Bottle)               | 51462         | Nancy Malone           | Rick Williams Lisa Klink                                   | 21 января 1998 года   |
| Доктор отправляется на корабль Звёздного флота в Альфа-квадранте с помощью обширной древней сети связи и обнаруживает, что корабль захвачен ромуланцами. |                                                          |               |                        |                                                            |                       |
| |                                                          |               |                        |                                                            |                       |
| 4.15 | «Охотники» (Hunters)                                     | 51501.4       | David Livingston       | Jeri Taylor                                                | 11 февраля 1998 года  |
| «Вояджер» получает сообщения из дома. Но хироджины против того, что используют их сеть связи. |                                                          |               |                        |                                                            |                       |
| |                                                          |               |                        |                                                            |                       |
| 4.16 | «Добыча» (Prey)                                          | 51652.3       | Allan Eastman          | Brannon Braga                                              | 18 февраля 1998 года  |
| «Вояджер» спасает хироджина, пострадавшего от схватки со слишком опасным противником. Это оказывается Вид 8472. На «Вояджере» выясняют, что вся культура хироджинов основана на охоте. |                                                          |               |                        |                                                            |                       |
| |                                                          |               |                        |                                                            |                       |
| 4.17 | «Ретроспектива» (Retrospect)                             | 51658.2       | Jesús Salvador Treviño | Mark Gaberman Andrew Shepard Price Bryan Fuller Lisa Klink | 25 февраля 1998 года  |
| Седьмая пережила тяжёлые галлюцинации. Доктор считает, что она подверглась нападению, цель которого — извлечь нанозонды Борг без её согласия. |                                                          |               |                        |                                                            |                       |
| |                                                          |               |                        |                                                            |                       |
| 4.18 | «Смертельная игра», часть I (The Killing Game, Part I)   | неизвестно    | David Livingston       | Brannon Braga Joe Menosky                                  | 4 марта 1998 года     |
| Члены экипажа «Вояджера», не помнящие своих личностей, участвуют в голографических симуляциях, созданных захватившими корабль хироджинами. |                                                          |               |                        |                                                            |                       |
| |                                                          |               |                        |                                                            |                       |
| 4.19 | «Смертельная игра», часть II (The Killing Game, Part II) | 51715.2       | David Livingston       | Brannon Braga Joe Menosky                                  | 4 марта 1998 года     |
| Экипаж отвоёвывает «Вояджер», используя союзников из симуляций благодаря голо-излучателям, которые хироджины расставили по всему кораблю. |                                                          |               |                        |                                                            |                       |
| |                                                          |               |                        |                                                            |                       |
| 4.20 | «Визави» [ «Лицом к лицу» ] (Vis à Vis)                  | 51762.4       | Jesús Salvador Treviño | Robert J. Doherty                                          | 4 апреля 1998 года    |
| Инопланетянин на корабле с прототипом двигательной установки просит помощи. Пэрис охотно оказывает помощь пилоту, но тот крадёт его личность. |                                                          |               |                        |                                                            |                       |
| |                                                          |               |                        |                                                            |                       |
| 4.21 | «Директива Омега» (The Omega Directive)                  | 51781.2       | Victor Lobl            | Jimmy Diggs Steve J. Kay Lisa Klink                        | 4 апреля 1998 года    |
| Джейнвэй, согласно Директиве Омега, должна уничтожить Омега-молекулы при их обнаружении, поскольку те очень нестабильны и могут разрушить гиперпространство. Корабль находит планету со следами этих молекул. |                                                          |               |                        |                                                            |                       |
| |                                                          |               |                        |                                                            |                       |
| 4.22 | «Незабываемое» (Unforgettable)                           | 51813.4       | Andrew J. Robinson     | Greg Elliot Michael Perricone                              | 4 апреля 1998 года    |
| Женщина из скрытого корабля запрашивает Чакотая по имени и просит защиты от своих людей. Представители этой расы выпускают феромоны, заставляющие забыть о них через несколько часов. |                                                          |               |                        |                                                            |                       |
| |                                                          |               |                        |                                                            |                       |
| 4.23 | «Живой свидетель» (Living Witness)                       | неизвестно    | Tim Russ               | Brannon Braga Bryan Fuller                                 | 4 апреля 1998 года    |
| Куратор музея спустя 700 лет после посещения планеты «Вояджером» находит мобильный излучатель Доктора. Доктор рассказывает совсем другую версию развития событий 700-летней давности. |                                                          |               |                        |                                                            |                       |
| |                                                          |               |                        |                                                            |                       |
| 4.24 | «Демон» (Demon)                                          | неизвестно    | Anson Williams         | Kenneth Biller Andre Bormanis                              | 4 апреля 1998 года    |
| Том Пэрис и Гарри Ким спускаются на планету класса «Демон» для пополнения топлива. На «Вояджер» возвращаются их двойники, которые отличаются только тем, что воздух на «Вояджере» непригоден для их дыхания. |                                                          |               |                        |                                                            |                       |
| |                                                          |               |                        |                                                            |                       |
| 4.25 | «Одна» (One)                                             | 51929.3       | Kenneth Biller         | Jeri Taylor                                                | 4 апреля 1998 года    |
| Седьмая остаётся одна на «Вояджере». Остальные погружаются в стазис, чтобы защититься от радиационного излучения туманности. |                                                          |               |                        |                                                            |                       |
| |                                                          |               |                        |                                                            |                       |
| 4.26 | «Надежда и страх» (Hope and Fear)                        | 51978.2       | Winrich Kolbe          | Rick Berman Brannon Braga Joe Menosky                      | 4 апреля 1998 года    |
| Том Пэрис и Ниликс возвращаются с пассажиром по имени Артурис, который помогает расшифровать сообщение Звёздного флота. На самом деле Артурис хочет отомстить экипажу «Вояджера»: из-за того, что Вид 8472 не уничтожил Борг, Борг ассимилировал расу Артуриса. В итоге на своём корабле Артурис увозит Джейнвэй и Седьмую на территорию Борг, но обеих удаётся телепортировать в последний момент обратно на «Вояджер», оставив Артуриса одного постигать участь ассимиляции. «Вояджеру» за счёт усовершенствований удаётся сократить путь на 300 световых лет. |                                                          |               |                        |                                                            |                       |
| |                                                          |               |                        |                                                            |                       |

### Сезон 5 (1998—1999)
| Серия № | Название                                             | Звёздная дата | Режиссёр              | Сценаристы                                               | Дата премьеры        |
| --- | ---------------------------------------------------- | ------------- | --------------------- | -------------------------------------------------------- | -------------------- |
| 5.01 | «Ночь» («Night»)                                     | 52081.2       | David Livingston      | Brannon Braga Joe Menosky                                | 14 октября 1998 года |
| «Вояджер» попадает в область пространства, лишённую звёзд. Мэйлоны используют эту область как мусорную свалку, отравляя местных жителей тета-радиацией. |                                                      |               |                       |                                                          |                      |
| |                                                      |               |                       |                                                          |                      |
| 5.02 | «Дрон» («Drone»)                                     | неизвестно    | Les Landau            | Браннон Брага Joe Menosky Bryan Fuller Harry «Doc» Kloor | 21 октября 1998 года |
| Нанозонды Седьмой случайно попадают в мобильный излучатель Доктора, формируя борг 29 века. Коллектив узнаёт о его существовании. Новоявленный дрон вступает в схватку с кораблём Борг, побеждает, но гибнет сам. |                                                      |               |                       |                                                          |                      |
| |                                                      |               |                       |                                                          |                      |
| 5.03 | «Экстремальный риск» («Extreme Risk»)                | неизвестно    | Cliff Bole            | Kenneth Biller                                           | 28 октября 1998 года |
| Один из зондов «Вояджера» оказывается в атмосфере газового гиганта. На «Вояджере» строят специальный шаттл для того, чтобы извлечь зонд — «Дельта-флаер». Мэйлоны намерены забрать зонд себе и наперегонки с «Вояджером» строят свой шаттл.                                                                                          |                                                      |               |                       |                                                          |                      |
| |                                                      |               |                       |                                                          |                      |
| 5.04 | «Во плоти» («In the Flesh»)                          | 52136.4       | David Livingston      | Nick Sagan                                               | 4 ноября 1998 года   |
| В Дельта-квадранте обнаруживается учебный лагерь, копирующий Академию Звёздного флота. Одного из инопланетян захватывают на «Вояджер» и выясняют, что имеют дело с видом 8472. |                                                      |               |                       |                                                          |                      |
| |                                                      |               |                       |                                                          |                      |
| 5.05 | «Однажды» («Once Upon a Time»)                       | неизвестно    | John T. Kretchmer     | Michael Taylor                                           | 11 ноября 1998 года  |
| Ниликс следит за Наоми Уайлдман, когда её мать не вернулась вовремя. |                                                      |               |                       |                                                          |                      |
| |                                                      |               |                       |                                                          |                      |
| 5.06 | «Безвременье» («Timeless»)                           | 52143.6       | Levar Burton          | Рик Берман Brannon Braga Joe Menosky                     | 18 ноября 1998 года  |
| В результате ошибки «Вояджер» терпит аварию на ледяной планете. Спустя 15 лет Чакотай и Гарри Ким, единственные оставшиеся в живых, пытаются изменить прошлое. |                                                      |               |                       |                                                          |                      |
| |                                                      |               |                       |                                                          |                      |
| 5.07 | «Бесконечный регресс» («Infinite Regress»)           | 52188.7       | David Livingston      | Robert J. Doherty Jimmy Diggs                            | 25 ноября 1998 года  |
| Седьмая становится жертвой синтетического вируса, с помощью которого был уничтожен куб Борг. В ней проявляются все ассимилированные с её участием личности. |                                                      |               |                       |                                                          |                      |
| |                                                      |               |                       |                                                          |                      |
| 5.08 | «Ничего Человеческого» («Nothing Human»)             | неизвестно    | David Livingston      | Jeri Taylor                                              | 2 декабря 1998 года  |
| Раненое инопланетное существо присасывается к Б’Еланне Торрес на манер паразита. Доктор ищет способ отделить его, не убив никого из них. |                                                      |               |                       |                                                          |                      |
| |                                                      |               |                       |                                                          |                      |
| 5.09 | «Тридцать дней» («Thirty Days»)                      | 52179.4       | Winrich Kolbe         | Scott Miller Kenneth Biller                              | 2 декабря 1998 года  |
| Том Пэрис в нарушение прямого приказа пытается спасти водную планету, и его понижают до энсина. |                                                      |               |                       |                                                          |                      |
| |                                                      |               |                       |                                                          |                      |
| 5.10 | «Контрапункт» («Counterpoint»)                       | неизвестно    | Les Landau            | Michael Taylor                                           | 16 декабря 1998 года |
| «Вояджер» пересекает территорию Девор, где телепаты находятся вне закона, и везёт на борту беженцев-телепатов. «Вояджер» регулярно обыскивают в поисках телепатов. |                                                      |               |                       |                                                          |                      |
| |                                                      |               |                       |                                                          |                      |
| 5.11 | «Скрытое изображение» («Latent Image»)               | неизвестно    | Mike Vejar            | Eileen Connors Joe Menosky                               | 20 января 1999 года  |
| Доктор обнаруживает, что некоторые его воспоминания были заблокированы. Выясняется, что полгода назад у него произошёл нервный срыв, когда у него был выбор, кого из двух пациентов спасать в первую очередь, и второй пациент не выжил. Седьмая убеждает Джейнвэй не стирать Доктору память, чтобы он примирился с тем, что сделал. |                                                      |               |                       |                                                          |                      |
| |                                                      |               |                       |                                                          |                      |
| 5.12 | «Невеста Хаотики !!!» («Bride of Chaotica !!!»)      | неизвестно    | Allan Kroecher        | Bryan Fuller Michael Taylor                              | 27 января 1999 года  |
| Подпространственные искажения прорываются на голо-палубу во время работы программы «Приключения капитана Протона». Фотонные формы жизни встречают голографических злодеев, принимают их за настоящих и ввязываются в войну с ними.                                                                                                   |                                                      |               |                       |                                                          |                      |
| |                                                      |               |                       |                                                          |                      |
| 5.13 | «Гравитация» («Gravity»)                             | неизвестно    | Terry Windell         | Bryan Fuller Jimmy Diggs Nick Sagan                      | 3 февраля 1999 года  |
| Тувок и Пэрис застревают в подпространственном кармане, который вскоре перестанет существовать. |                                                      |               |                       |                                                          |                      |
| |                                                      |               |                       |                                                          |                      |
| 5.14 | «Блаженство» («Bliss»)                               | 52542.3       | Cliff Bole            | Bill Prady Robert J. Doherty                             | 10 февраля 1999 года |
| «Вояджер» обнаруживает червоточину, ведущую в Альфа-Kвадрант, оказавшуюся хищником, питающимся звездолётами. |                                                      |               |                       |                                                          |                      |
| |                                                      |               |                       |                                                          |                      |
| 5.15 | «Тёмный Pубеж», Часть I («Dark Frontier», Part. I)   | 52619.2       | Cliff Bole            | Brannon Braga Joe Menosky                                | 17 февраля 1999 года |
| «Вояджер» сбивает зонд Борг. Наиболее ценные компоненты, как выясняется, самоуничтожились. Джейнвэй планирует ограбить судно Борг. Королева Борг ставит Седьмую перед выбором: или она отправляется к Борг, или «Вояджер» будет ассимилирован.                                                                                       |                                                      |               |                       |                                                          |                      |
| |                                                      |               |                       |                                                          |                      |
| 5.16 | «Тёмный Pубеж», Часть II («Dark Frontier», Part. II) | 52619.2       | Terry Windell         | Brannon Braga Joe Menosky                                | 17 февраля 1999 года |
| Королева говорит Седьмой, что не будет возвращать её в Коллектив, чтобы можно было изучать её индивидуальность. Борг ассимилирует Вид 10026. Седьмая помогает четырём представителям вида сбежать, но их перехватывают. Седьмую удаётся спасти с корабля Борг, предварительно разрушив узлы связи Королевы с Коллективом.            |                                                      |               |                       |                                                          |                      |
| |                                                      |               |                       |                                                          |                      |
| 5.17 | «Болезнь» («The Disease»)                            | неизвестно    | David Livingston      | Kenneth Biller Michael Taylor                            | 24 февраля 1999 года |
| «Вояджер» останавливается, чтобы помочь кораблю поколений расы Варро. Корабль разрушается синтетическими кремниевыми паразитами, которые поедают дюраниумные сплавы, в том числе и на «Вояджере». Они были выпущены одной из Варро, желающих покинуть корабль.                                                                       |                                                      |               |                       |                                                          |                      |
| |                                                      |               |                       |                                                          |                      |
| 5.18 | «Курс: Забвение» («Course: Oblivion»)                | 52586.3       | Anson Williams        | Bryan Fuller Nick Sagan                                  | 3 марта 1999 года    |
| Структура «Вояджера» начинает разрушаться. Стабильную структуру имеют только предметы, взятые на «Вояджер» после посещения планеты класса «Демон». Становится ясно, что этот «Вояджер» — только копия. Он пытается вернуться, но прибывшему на его сигнал бедствия настоящему «Вояджеру» уже нечего спасать.                         |                                                      |               |                       |                                                          |                      |
| |                                                      |               |                       |                                                          |                      |
| 5.19 | «Борьба» («The Fight»)                               | неизвестно    | Winrich Kolbe         | Michael Taylor Joe Menosky                               | 24 марта 1999 года   |
| С Чакотаем пытаются установить связь через галлюцинации. |                                                      |               |                       |                                                          |                      |
| |                                                      |               |                       |                                                          |                      |
| 5.20 | «Исследовательский центр» («Think Tank»)             | неизвестно    | Terrence O’Hara       | Рик Берман Brannon Braga Michael Taylor                  | 31 марта 1999 года   |
| «Вояджер» преследуют охотники за головами. Исследовательский центр предлагает спасение в обмен на Седьмую, но выясняется, что это он «заказал» «Вояджер», и в итоге он сам становится мишенью. |                                                      |               |                       |                                                          |                      |
| |                                                      |               |                       |                                                          |                      |
| 5.21 | «Джаггернаут» («Juggernaut»)                         | неизвестно    | Allan Kroeker         | Bryan Fuller Nick Sagan Kenneth Biller                   | 26 апреля 1999 года  |
| «Вояджер» реагирует на сигнал бедствия с корабля мэйлонов, на котором устраивает саботаж один из бывших рабочих, считавшийся погибшим. |                                                      |               |                       |                                                          |                      |
| |                                                      |               |                       |                                                          |                      |
| 5.22 | «Тот, кто меня бережёт» («Someone to Watch Over Me») | 52647         | Robert Duncan McNeill | Brannon Braga Michael Taylor Kenneth Biller              | 28 апреля 1999 года  |
| Б’Еланна устраивает скандал, когда обнаруживает, что Седьмая следит за ней и Томом. Доктор обучает Седьмую тонкостям этикета. |                                                      |               |                       |                                                          |                      |
| |                                                      |               |                       |                                                          |                      |
| 5.23 | «11:59» («11:59»)                                    | неизвестно    | David Livingston      | Brannon Braga Joe Menosky                                | 5 мая 1999 года      |
| Джейнвэй собирает сведения об одном из своих предков с Земли, Шеннон О’Доннелл из Индианы. |                                                      |               |                       |                                                          |                      |
| |                                                      |               |                       |                                                          |                      |
| 5.24 | «Относительность» («Relativity»)                     | 52861.274     | Allan Eastman         | Nick Sagan Bryan Fuller Michael Taylor                   | 12 мая 1999 года     |
| Седьмая перемещается во времени, чтобы предотвратить уничтожение «Вояджера» капитаном Брэкстоном, который из-за «Вояджера» много лет прожил в прошлом. |                                                      |               |                       |                                                          |                      |
| |                                                      |               |                       |                                                          |                      |
| 5.25 | «Боеголовка» («Warhead»)                             | неизвестно    | David Livingston      | Brannon Braga Joe Menosky                                | 19 мая 1999 года     |
| Экипаж берёт на борт странное устройство с искусственным интеллектом, оказавшееся оружием массового поражения. Устройство намерено любой ценой выполнить свою задачу. |                                                      |               |                       |                                                          |                      |
| |                                                      |               |                       |                                                          |                      |
| 5.26 | «Эквинокс», Часть I («Equinox», Part. I)             | неизвестно    | David Livingston      | Brannon Braga Joe Menosky                                | 26 мая 1999 года     |
| «Вояджер» находит судно Федерации «Эквинокс» (рус. Равноденствие), подвергающееся атакам нуклеогенных форм жизни. Вопреки утверждениям экипажа «Эквинокса» о беспричинности нападения, выясняется, что на «Эквиноксе» используют нуклеогенных существ как топливо.                                                                   |                                                      |               |                       |                                                          |                      |
| |                                                      |               |                       |                                                          |                      |

### Сезон 6 (1999—2000)
| Серия № | Название                                                       | Звёздная дата | Режиссёр           | Сценаристы                                        | Дата премьеры         |
| --- | -------------------------------------------------------------- | ------------- | ------------------ | ------------------------------------------------- | --------------------- |
| 6.01 | "Эквинокс, часть II (Equinox, Part II)                         | неизвестно    | David Livingston   | Brannon Braga Joe Menosky                         | 22 сентября 1999 года |
| «Вояджер» заключает мир с нуклеогенными формами жизни, но для этого надо пожертвовать «Эквиноксом». Несколько последних выживших членов «Эквинокса» остаются на «Вояджере». |                                                                |               |                    |                                                   |                       |
| |                                                                |               |                    |                                                   |                       |
| 6.02 | «Инстинкт выживания» (Survival Instinct)                       | 53049.2       | Terry Windell      | Ronald D. Moore                                   | 29 сентября 1999 года |
| «Вояджер» устраивает «День Oткрытых Дверей». Седьмая встречает трёх бывших дронов из её бывшей первой униматрицы. В прошлом они потерпели аварию и остались без связи с Коллективом, и пока ожидали спасения, начался процесс воспоминаний и осознания своих личностей. Седьмая запаниковала и объединила разумы своих спутников, а затем стёрла у всех память. |                                                                |               |                    |                                                   |                       |
| |                                                                |               |                    |                                                   |                       |
| 6.03 | «Баржа мёртвых» (Barge of the Dead)                            | неизвестно    | Mike Vejar         | Ronald D. Moore Bryan Fuller                      | 6 октября 1999 года   |
| Б’Еланна, пострадавшая от ионного шторма, просыпается на барже мёртвых по дороге в клингонский ад. |                                                                |               |                    |                                                   |                       |
| |                                                                |               |                    |                                                   |                       |
| 6.04 | «И швец, и жнец, и на дуде игрец» (Tinker, Tenor, Doctor, Spy) | неизвестно    | John Bruno         | Bill Vallely Joe Menosky                          | 13 октября 1999 года  |
| Корабль Иерархии, планируя нападение на «Вояджер», случайно подключается к воображению Доктора. |                                                                |               |                    |                                                   |                       |
| |                                                                |               |                    |                                                   |                       |
| 6.05 | «Алиса» (Alice)                                                | неизвестно    | David Livingston   | Juliann deLayne Bryan Fuller Michael Taylor       | 20 октября 1999 года  |
| Том Пэрис приобретает у старьёвщика транспортный космический корабль с нейроинтерфейсом, который берёт его под контроль. |                                                                |               |                    |                                                   |                       |
| |                                                                |               |                    |                                                   |                       |
| 6.06 | «Загадки» (Riddles)                                            | 53263.2       | Mike Vejar         | Andre Bormanis Robert Doherty                     | 3 ноября 1999 года    |
| В результате неврологического повреждения Тувок теряет память. |                                                                |               |                    |                                                   |                       |
| |                                                                |               |                    |                                                   |                       |
| 6.07 | «Зубы дракона» (Dragon’s Teeth)                                | 53167.9       | Winrich Kolbe      | Michael Taylor                                    | 10 ноября 1999 года   |
| «Вояджер» случайно затягивает в подпространственный туннель. Раса туреев, которым принадлежит туннель, хочет уничтожить базы данных «Вояджер». «Вояджер» скрывается на планете, поверхность которой была уничтожена в результате ядерной бомбардировки, и обнаруживает расу, которой раньше принадлежали подпространственные туннели.                           |                                                                |               |                    |                                                   |                       |
| |                                                                |               |                    |                                                   |                       |
| 6.08 | «Один маленький шаг» (One Small Step)                          | 53292.7       | Robert Picardo     | Mike Wollaeger Jessica Scott                      | 17 ноября 1999 года   |
| «Вояджер» встречает массивное энергетическое тело, которое в 2032 году унесло с орбиты Марса космический корабль с пилотом Джоном Келли. |                                                                |               |                    |                                                   |                       |
| |                                                                |               |                    |                                                   |                       |
| 6.09 | «Заговор „Вояджера“» (The Voyager Conspiracy)                  | неизвестно    | Terry Windell      | Joe Menosky                                       | 24 ноября 1999 года   |
| После использования нового алькова у Седьмой возникает паранойя, и она начинает считать, что «Вояджер» прибыл в Дельта-квадрант не случайно. |                                                                |               |                    |                                                   |                       |
| |                                                                |               |                    |                                                   |                       |
| 6.10 | «Следопыт» (Pathfinder)                                        | неизвестно    | Mike Vejar         | David Zabel                                       | 1 декабря 1999 года   |
| На Земле Реджинальд Баркли участвует в проекте «Следопыт», пытаясь связаться с «Вояджером» в Дельта-квадранте. |                                                                |               |                    |                                                   |                       |
| |                                                                |               |                    |                                                   |                       |
| 6.11 | «Фейр-Хэвен» (Fair Haven)                                      | неизвестно    | Allan Kroeker      | Robin Burger                                      | 12 января 2000 года   |
| Пэрис и Ким пишут новый голо-роман о деревне Фейр-Хэвен. |                                                                |               |                    |                                                   |                       |
| |                                                                |               |                    |                                                   |                       |
| 6.12 | «Мгновение ока» (Blink of an Eye)                              | неизвестно    | Gabrielle Beaumont | Michael Taylor Joe Menosky                        | 19 января 2000 года   |
| «Вояджер» застревает на орбите планеты, время на поверхности которой движется во много раз быстрее. За сутки, которые прошли на «Вояджере», население планеты прошло путь от каменной эры до космической. |                                                                |               |                    |                                                   |                       |
| |                                                                |               |                    |                                                   |                       |
| 6.13 | «Виртуоз» (Virtuoso)                                           | 53556.4       | Les Landau         | Raf Green Kenneth Biller                          | 26 января 2000 года   |
| Доктор становится очень популярным у расы, ранее не знакомой с музыкой. |                                                                |               |                    |                                                   |                       |
| |                                                                |               |                    |                                                   |                       |
| 6.14 | «Мемориал» (Memorial)                                          | неизвестно    | Allan Kroeker      | Brannon Braga Robin Burger                        | 26 февраля 2000 года  |
| Члены экипажа начинают испытывать странные видения о событиях, в которых они как будто бы участвовали, но произошедших много веков назад. |                                                                |               |                    |                                                   |                       |
| |                                                                |               |                    |                                                   |                       |
| 6.15 | «Тсункатце» (Tsunkatse)                                        | 53447.2       | Mike Vejar         | Robert Doherty                                    | 9 февраля 2000 года   |
| Седьмую и Тувока похищают во время увольнения на берег и вынуждают Седьмую сражаться на гладиаторских боях. «Вояджер» находит их и спасает вместе с ещё одним пленником — хироджином. |                                                                |               |                    |                                                   |                       |
| |                                                                |               |                    |                                                   |                       |
| 6.16 | «Коллектив» (Collective)                                       | неизвестно    | Alison Liddi       | Andrew Shepard Price Mark Gaberman Michael Taylor | 16 февраля 2000 года  |
| «Вояджер» встречает Куб Борг, управляемый детьми-дронами. Взрослые дроны погибли от неизвестной инфекции, и теперь остались дроны только в камерах дозревания. Из-за инфекции камеры дозревания стали отключаться преждевременно. «Вояджер» взял бывших, деассимилированных дронов с собой.                                                                     |                                                                |               |                    |                                                   |                       |
| |                                                                |               |                    |                                                   |                       |
| 6.17 | «Колдуны» (Spirit Folk)                                        | неизвестно    |                    |                                                   | 23 февраля 2000 года  |
| Возникают проблемы в голо-симуляции, когда голографические персонажи деревни Фейр-Хэвен начинают понимать, что некоторые люди могут менять окружающий мир по своему желанию. |                                                                |               |                    |                                                   |                       |
| |                                                                |               |                    |                                                   |                       |
| 6.18 | «Прах к праху» (Ashes to Ashes)                                | 53679.4       |                    |                                                   | 1 марта 2000 года     |
| «Вояджер» встречает расу кобали, размножающейся за счёт воскрешённых представителей других рас, в лице бывшего члена экипажа «Вояджера» — энсина Линдси Бэллард. |                                                                |               |                    |                                                   |                       |
| |                                                                |               |                    |                                                   |                       |
| 6.19 | «Детские игры» (Child’s Play)                                  | неизвестно    |                    |                                                   | 8 марта 2000 года     |
| «Вояджер» находит родителей Ичеба и возвращает его им. Выясняется, что Ичеб был генетически изменён, чтобы стать оружием против Борг, и теперь родители снова посылают его к Борг. «Вояджер» успевает его перехватить. |                                                                |               |                    |                                                   |                       |
| |                                                                |               |                    |                                                   |                       |
| 6.20 | «Добрый пастырь» (Good Shepherd)                               | 53753.2       |                    |                                                   | 15 марта 2000 года    |
| Капитан Джейнвэй решает взять трёх членов экипажа, не работающих на приемлемом уровне, под своё крыло и отправляется с ними на астрономические исследования на Дельта-флаере. В ходе миссии они сталкиваются с неизвестным объектом, а на борт проникает существо из тёмной материи.                                                                            |                                                                |               |                    |                                                   |                       |
| |                                                                |               |                    |                                                   |                       |
| 6.21 | «Воруй и процветай» (Live Fast and Prosper)                    | 53849.2       |                    |                                                   | 19 апреля 2000 года   |
| В Дельта-квадранте появляются мошенники, выдающие себя за экипаж «Вояджера». |                                                                |               |                    |                                                   |                       |
| |                                                                |               |                    |                                                   |                       |
| 6.22 | «Муза» (Muse)                                                  | 53896         |                    |                                                   | 26 апреля 2000 года   |
| Дельта-флаер с Б’Еланной на борту терпит крушение. Келис, местный поэт и драматург, находит их и сочиняет пьесу, с помощью которой пытается предотвратить войну с соседним государством. |                                                                |               |                    |                                                   |                       |
| |                                                                |               |                    |                                                   |                       |
| 6.23 | «Ярость» (Fury)                                                | неизвестно    |                    |                                                   | 3 мая 2000 года       |
| Кес возвращается на «Вояджер» с тем, чтобы, переместившись назад во времени, отдать «Вояджер» в руки видиан, а молодую Кес вернуть домой. Она считает, что с возросшими способностями её не примут дома, но Джейнвэй удается доказать ошибочность такой точки зрения.                                                                                           |                                                                |               |                    |                                                   |                       |
| |                                                                |               |                    |                                                   |                       |
| 6.24 | «Линия жизни» (Life Line)                                      | неизвестно    |                    |                                                   | 10 мая 2000 года      |
| «Вояджер» связывается с командованием Звёздного Флота и узнаёт, что Льюис Циммерман, создатель Доктора, находится при смерти. Доктор перемещается в Альфа-квадрант, чтобы его спасти. |                                                                |               |                    |                                                   |                       |
| |                                                                |               |                    |                                                   |                       |
| 6.25 | «Привидения двенадцатой палубы» (The Haunting of Deck Twelve)  | неизвестно    |                    |                                                   | 17 мая 2000 года      |
| Перед прохождением через туманность на «Вояджере» отключают всю энергию. Ниликс рассказывает детям, как во время предыдущего прохождения через такую же туманность на «Вояджер» проникло энергетическое существо, и теперь оно находится на 12-й палубе. |                                                                |               |                    |                                                   |                       |
| |                                                                |               |                    |                                                   |                       |
| 6.26 | «Униматрица Ноль», часть I (Unimatrix Zero, Part I)            | неизвестно    |                    |                                                   | 24 мая 2000 года      |
| Королева Борг выясняет, что некоторые дроны во время регенерации существуют в Униматрице Ноль, в которой являются личностями. Они привлекают к помощи Седьмую, чтобы с помощью «Вояджера» защититься от Коллектива. Джейнвэй, Тувок и Б’Еланна проникают на корабль Борг, чтобы заразить его вирусом, но их ассимилируют.                                       |                                                                |               |                    |                                                   |                       |
| |                                                                |               |                    |                                                   |                       |

### Сезон 7 (2000—2001)
| Серия № | Название                                              | Звёздная дата | Режиссёр                 | Сценаристы                                  | Дата премьеры        |
| --- | ----------------------------------------------------- | ------------- | ------------------------ | ------------------------------------------- | -------------------- |
| 7.01 | «Униматрица Ноль», часть II (Unimatrix Zero, Part II) | 54014.4       |                          |                                             | 4 октября 2000 года  |
| Доктор заранее сделал прививку нейронного ингибитора Джейнвэй, Тувоку и Б’Еланне, и они запустили вирус, позволяющий дронам из Униматрицы Ноль сохранять индивидуальность вне периодов регенерации. Королева стала уничтожать корабли, в которых «пробудился» хотя бы один дрон. Несколько кораблей Борг было захвачено бывшими дронами.                                         |                                                       |               |                          |                                             |                      |
| |                                                       |               |                          |                                             |                      |
| 7.02 | «Несовершенство» (Imperfection)                       | 54058.6       |                          |                                             | 11 октября 2000 года |
| Корковый имплантат Седьмой неисправен. Ей нужен новый, но единственный источник — живой дрон. Ичеб жертвует ей свой, так как он не был полностью ассимилирован и может обойтись без имплантата. |                                                       |               |                          |                                             |                      |
| |                                                       |               |                          |                                             |                      |
| 7.03 | «Гонка» (Drive)                                       | 54090.4       |                          |                                             | 11 октября 2000 года |
| Том Пэрис, Б’Еланна и Гарри Ким участвуют в гонках, проводящихся в честь заключения мира, но кто-то саботирует гонки. |                                                       |               |                          |                                             |                      |
| |                                                       |               |                          |                                             |                      |
| 7.04 | «Подавление» (Repression)                             | 54129.4       |                          |                                             | 18 октября 2000 года |
| Тувок получает из Альфа-квадранта закодированное сообщение, активирующее заложенную в нём программу: он гипнотически заставляет «Маки» поднять мятеж. Справившись с внушением, Тувок нейтрализует своё влияние на остальных членов команды. |                                                       |               |                          |                                             |                      |
| |                                                       |               |                          |                                             |                      |
| 7.05 | «Неотложная помощь» (Critical Care)                   | неизвестно    |                          |                                             | 1 ноября 2000 года   |
| Торговец по имени Гар крадёт Доктора с «Вояджера» и продаёт его в больницу, где качественное лечение оказывают только наиболее ценным членам общества. Доктор добивается того, что качественно лечить стали всех. Гара ловит экипаж «Вояджера» и заставляет сказать, куда он продал Доктора.                                                                                     |                                                       |               |                          |                                             |                      |
| |                                                       |               |                          |                                             |                      |
| 7.06 | «Засланный казачок» (Inside Man)                      | 54208.3       |                          |                                             | 8 ноября 2000 года   |
| Голограмма Реджинальда Баркли отправляется на «Вояджер». Ференги перехватили голограмму и перепрограммировали с тем, чтобы захватить «Вояджер». |                                                       |               |                          |                                             |                      |
| |                                                       |               |                          |                                             |                      |
| 7.07 | «Тело и душа» (Body and Soul)                         | 54238.3       |                          |                                             | 15 ноября 2000 года  |
| Во время чрезвычайной ситуации, чтобы спастись, Доктор переносит себя в имплантаты Седьмой. |                                                       |               |                          |                                             |                      |
| |                                                       |               |                          |                                             |                      |
| 7.08 | «Найтингейл» (Nightingale)                            | 54274.7       |                          |                                             | 22 ноября 2000 года  |
| Гарри Ким принимает командование медицинским кораблём пришельцев и обнаруживает, что корабль является военным. |                                                       |               |                          |                                             |                      |
| |                                                       |               |                          |                                             |                      |
| 7.09—10 | «Плоть и кровь» (Flesh and Blood)                     | 54337.5       |                          |                                             | 29 ноября 2000 года  |
| «Вояджер» прибывает к кораблю хироджинов, экипаж которого был уничтожен голограммами, созданными по технологии Федерации. Голограммы обнаружили, что повсюду в квадранте голограммы находятся в подчинённом положении. Доктор решает присоединиться к голограммам в войне против «органических», но обнаруживает, что Иден, лидер голограмм-ренегатов, стал не лучше хироджинов. |                                                       |               |                          |                                             |                      |
| |                                                       |               |                          |                                             |                      |
| 7.11 | «Разломленный» (Shattered)                            | неизвестно    |                          |                                             | 17 января 2001 года  |
| «Вояджер» распадается на части, находящиеся в разных временных отрезках. Чакотай оказывается единственным, кто может перемещаться по всему кораблю. Доктор создаёт сыворотку, которую следует ввести в нейронные гель-пакеты по всему кораблю, и позволяющая перемещаться по всему кораблю. Чакотай объединяется с Борг, «Маки» и другими против кейзонов во главе с Сеской.     |                                                       |               |                          |                                             |                      |
| |                                                       |               |                          |                                             |                      |
| 7.12 | «Происхождение» (Lineage)                             | 54452.6       |                          |                                             | 24 января 2001 года  |
| Б’Еланна Торрес обнаруживает, что беременна. Она хочет избавить ребёнка от клингонских признаков. |                                                       |               |                          |                                             |                      |
| |                                                       |               |                          |                                             |                      |
| 7.13 | «Раскаяние» (Repentance)                              | неизвестно    |                          |                                             | 31 января 2001 года  |
| «Вояджер» спасает людей с терпящего бедствие корабля. Это оказывается тюремный корабль, везущий заключённых к месту казни. |                                                       |               |                          |                                             |                      |
| |                                                       |               |                          |                                             |                      |
| 7.14 | «Пророчество» (Prophecy)                              | неизвестно    |                          |                                             | 7 февраля 2001 года  |
| «Вояджер» встречает клингонский корабль, который покинул Альфа-квадрант 80 лет назад. Когда они узнают о ребёнке Б’Еланны, то утверждают, что он — их спаситель. |                                                       |               |                          |                                             |                      |
| |                                                       |               |                          |                                             |                      |
| 7.15 | «Пустота» (The Void)                                  | неизвестно    |                          |                                             | 14 февраля 2001 года |
| «Вояджер» попадает в карман подпространства, где экипажи множества кораблей воруют ресурсы друг у друга для того, чтобы выжить. Только объединившись, можно вырваться из пустоты. |                                                       |               |                          |                                             |                      |
| |                                                       |               |                          |                                             |                      |
| 7.16 | «Рабочая сила: часть 1» (Workforce, Part I)           | неизвестно    |                          |                                             | 21 февраля 2001 года |
| После возвращения с задания Чакотай, Ким и Ниликс обнаруживают «Вояджер», на котором из команды остался только один Доктор. Вся команда была похищена, их воспоминания были стёрты, и теперь они работают в промышленном комплексе. Чакотай и Ниликс проникают в комплекс, чтобы помочь капитану Джейнвей вспомнить правду.                                                      |                                                       |               |                          |                                             |                      |
| |                                                       |               |                          |                                             |                      |
| 7.17 | «Рабочая сила: часть 2» (Workforce, Part II)          | неизвестно    |                          |                                             | 28 февраля 2001 года |
| Обнаруживается, что некоторые рабочие на заводе обработаны психотропными препаратами, чтобы стереть память и привить новую личность. |                                                       |               |                          |                                             |                      |
| |                                                       |               |                          |                                             |                      |
| 7.18 | «Человеческая ошибка» (Human Error)                   | неизвестно    |                          |                                             | 21 марта 2001 года   |
| Используя голопалубу, Седьмая совершенствует свои социальные навыки. |                                                       |               |                          |                                             |                      |
| |                                                       |               |                          |                                             |                      |
| 7.19 | «Кью2» (Q2)                                           | неизвестно    |                          |                                             | 11 апреля 2001 года  |
| Когда Кью понимает, что его сын слишком отбился от рук, он поручает капитану Джейнвэй перевоспитать его. |                                                       |               |                          |                                             |                      |
| |                                                       |               |                          |                                             |                      |
| 7.20 | «Автора, Автора!» (Author, Author)                    | неизвестно    |                          |                                             | 18 апреля 2001 года  |
| После того, как «Вояджер» устанавливает постоянную связь с Землёй и Звёздным флотом, Доктор отсылает сочинённую им голографическую новеллу. |                                                       |               |                          |                                             |                      |
| |                                                       |               |                          |                                             |                      |
| 7.21 | «Дружба Один» (Friendship One)                        | неизвестно    |                          |                                             | 25 апреля 2001 года  |
| Впервые за шестилетнее путешествие «Вояджер» получает задание от командования Звёздного флота: поиск зонда, отправленного с Земли много веков назад. Зонд обнаруживается на планете, на которой царит ядерная зима, а местные жители считают, что это было спланировано землянами.                                                                                               |                                                       |               |                          |                                             |                      |
| |                                                       |               |                          |                                             |                      |
| 7.22 | «Закон Природы» (Natural Law)                         | неизвестно    |                          |                                             | 2 мая 2001 года      |
| Шаттл Чакотая и Седьмой сталкивается с энергетическим щитом и терпит крушение на планете, где обитают первобытные люди. |                                                       |               |                          |                                             |                      |
| |                                                       |               |                          |                                             |                      |
| 7.23 | «Домашний очаг» (Homestead)                           | 54868.6       |                          |                                             | 9 мая 2001 года      |
| «Вояджер» обнаруживает колонию талаксиан, находящуюся далеко от родной планеты, скрытую в недрах астероида, но их заставляют покинуть астероид. «Вояджер» вступается за них. Ниликс остаётся с талаксианами. |                                                       |               |                          |                                             |                      |
| |                                                       |               |                          |                                             |                      |
| 7.24 | «Человек эпохи Возрождения» (Renaissance Man)         | неизвестно    |                          |                                             | 16 мая 2001 года     |
| Когда капитана похищают и требуют варп-ядро «Вояджера», Доктор похищает, а потом изображает членов команды. Капитана не возвращают, но Доктор смог передать координаты похитителей. |                                                       |               |                          |                                             |                      |
| |                                                       |               |                          |                                             |                      |
| 7.25—7.26 | «Эндшпиль» (Конец игры) (Endgame)                     | неизвестно    | Аллен Крокер, Рик Берман | Кеннет Биллер, Брэннон Брага, Роберт Доэрти | 23 мая 2001 года     |
| Спустя 10 лет после 23-летнего путешествия, адмирал Джейнвэй, пренебрегая всеми временны́ми правилами, возвращается назад в прошлое, чтобы изменить решение, которое продлило путешествие «Вояджера» на 16 лет. Адмирал жертвует собой, убивая Королеву Борг, а «Вояджер» благополучно перемещается в Альфа-квадрант.                                                             |                                                       |               |                          |                                             |                      |
| |                                                       |               |                          |                                             |                      |